# Leandro Ávila
Leandro Coronas Ávila, mais conhecido como Leandro ou ainda Leandro Ávila (Porto Alegre, 6 de abril de 1971), é um ex-futebolista e treinador brasileiro que atuou como volante. Ele é conhecido no futebol carioca por ser um dos poucos jogadores que defenderam os 4 grandes clubes do Rio de Janeiro.

## Carreira
Revelado pelo Vasco, em 1991, no clube conquistou o tricampeonato estadual de 1992-1993-1994. Em 1995, foi para rival Botafogo, sendo destaque na campanha do título do Brasileirão daquele ano.
Após passagem pelo Palmeiras, jogou pelo Fluminense em 1997. No ano seguinte, Leandro transferiu-se para o Flamengo.
Participou do tricampeonato Carioca de 1999-2000-2001 e a Copa Mercosul de 1999. Foi no Flamengo em que passou a ser chamado de Leandro Ávila, para diferenciar-se do xará Leandro Machado.
Em 2001, se transferiu para o Botafogo por empréstimo para disputar o Campeonato Brasileiro, retornando à Gávea em 2002 para disputar a Copa Libertadores da América. O jogador teve sua carreira marcada pela regularidade apresentada em suas atuações por todos os clubes que defendeu. Considerado um exímio marcador, sempre leal nas disputas pela bola contra o adversário, era reconhecido como um excepcional "ladrão de bolas".
Foi auxiliar técnico de Edinho no Brasiliense Futebol Clube, Clube Atlético Paranaense, Sport Club do Recife e Associação Atlética Portuguesa. Em 2007, assume o comando técnico do CFZ-RJ mas, sem muito sucesso, deixou o clube após um ano.
Em 2011 é anunciado como treinador do Torreense de Portugal, substituindo no cargo Paulo Torres..

## Títulos

### Clube
Vasco da Gama
- Campeonato Carioca - 1992, 1993, 1994
- Copa São Paulo de Futebol Júnior: 1992
- Taça Guanabara: 1992, 1994
- Taça Rio: 1992, 1993
- Copa Rio Estadual: 1992, 1993
- Troféu Cidade de Zaragoza: 1993
- Troféu Cidade de Barcelona: 1993
- Torneio João Havelange: 1993

Botafogo
- Campeonato Brasileiro: 1995
- Copa Rio Estadual: 1995
- Copa Internacional de Futebol Legends: 2019

Fluminense
- Copa Rio Estadual: 1998

Flamengo
- Campeonato Carioca - 1999, 2000, 2001
- Copa Mercosul - 1999
- Copa dos Campeões do Brasil - 2001
- Taça Guanabara: 1999,2001
- Taça Rio: 2000
- Troféu São Sebastião do Rio de Janeiro: 1999, 2000
- Taça Capitão José Hernani de Castro Moura: 2002

Internacional
- Campeonato Gaúcho - 2002

### Individual
- Bola de Prata - 1995